# Doerian
De doerian (Durio zibethinus) is een 20 tot 50 m hoge, groenblijvende boom met uitgespreide takken en een dichte kruin.
De afwisselend geplaatste, gaafrandige, lancetvormige, toegespitste bladeren zijn 7–15 × 20–30 cm groot. De bladeren zijn van boven glanzend en aan de onderkant met harige, goudkleurige schubben bezet. De bloemen zitten met drie tot dertig stuks in trossen aan vertakte twijgen, die direct uit de stam en dikke takken ontspringen (cauliflorie). De doerian wordt bestoven door bepaalde soorten vleermuizen, de bloemen zijn hiervoor speciaal aangepast.
De eivormige of afgeronde vrucht is 15–30 cm lang en tot 8 kg zwaar. De schil bestaat uit zeskantige, dikke stekels. De vrucht bestaat uit vijf vruchtkamers met daarin een tot 6 cm groot zaad. Deze zaden zijn omgeven door dikke, eetbare, crèmekleurige tot donkergele zaadmantels. Deze zaadmantels smaken zoet en aromatisch. De rijpe vrucht heeft een penetrante geur door de vorming van waterstofsulfide, waaraan de vrucht zijn alternatieve naam 'stinkvrucht' ontleent. De zaden zijn niet rauw te eten, maar vormen geroosterd een lekkernij.

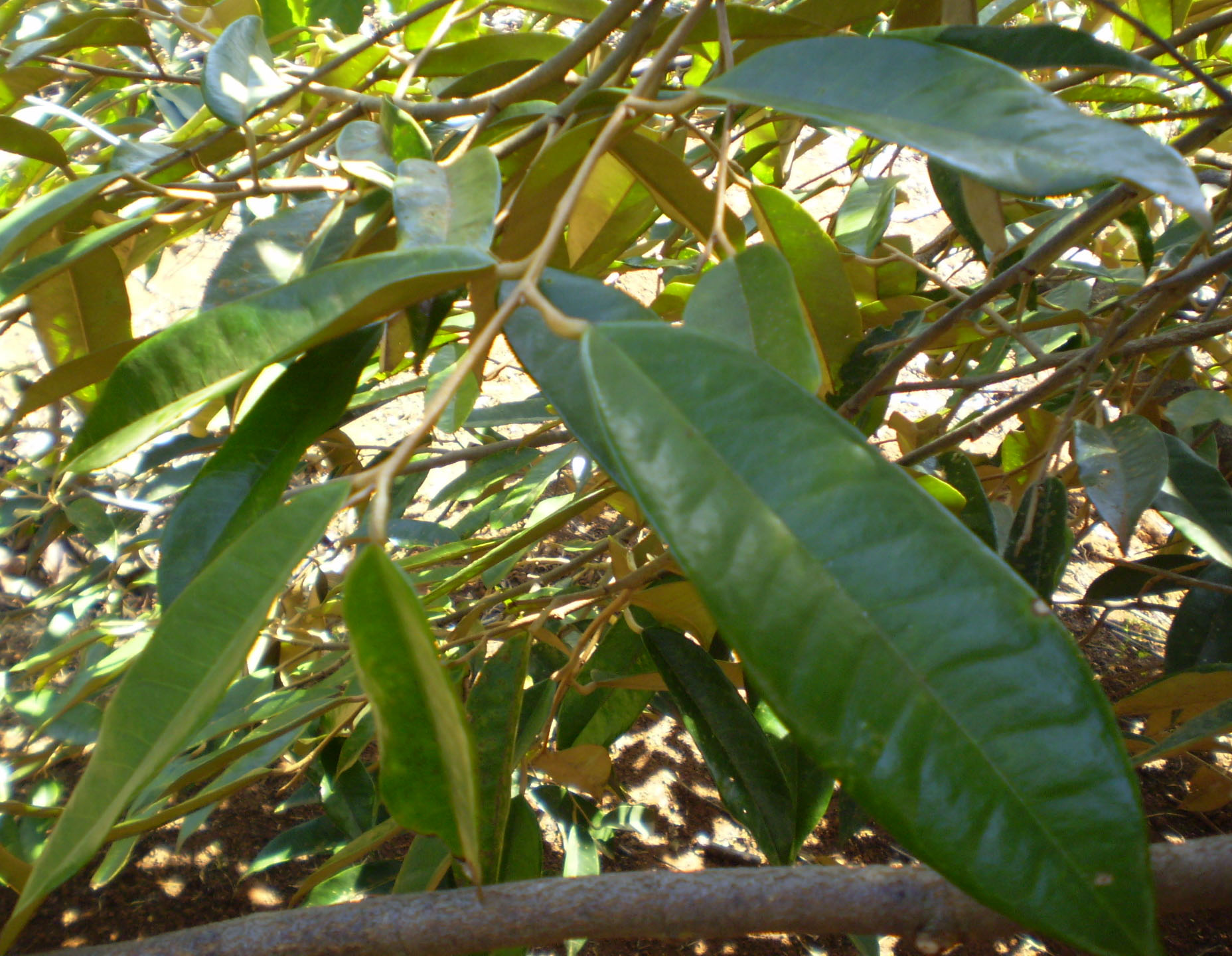
Bladeren
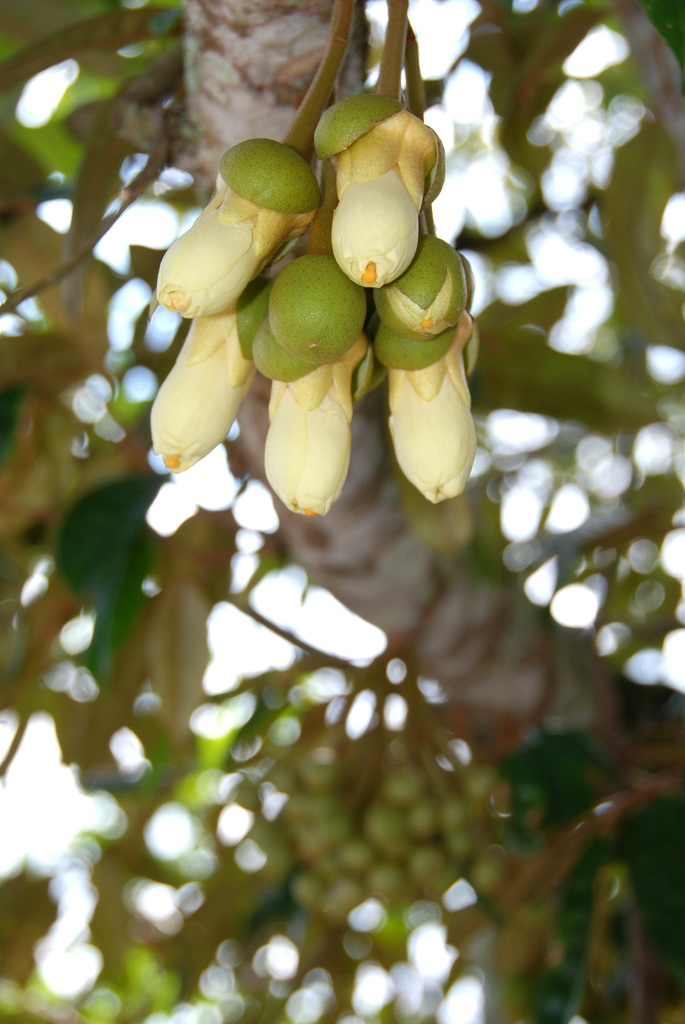
Bloemen
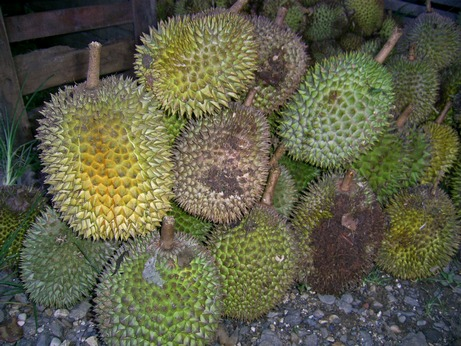
Vruchten

De doerian komt oorspronkelijk uit Zuidoost-Azië en wordt met name in de Molukken veel verbouwd. Hij wordt zelfs koning van de vruchten genoemd. In Nederland is de vrucht verkrijgbaar in Aziatische winkels, waar ook wel doerian-ijs verkocht wordt. Ook ligt de doerian af en toe op de markt in de grotere steden. Op Borneo worden op kleine schaal verwante soorten gekweekt: Durio oxleyanus en Durio dulcis.

## Wetenswaardigheden
Vanwege de doordringende geur van waterstofsulfide, is het bij sommige bus- en luchtvaartmaatschappijen in Aziatische landen verboden om een doerian mee te nemen. Ook mag de doerian in de grotere hotels vaak niet worden meegenomen.

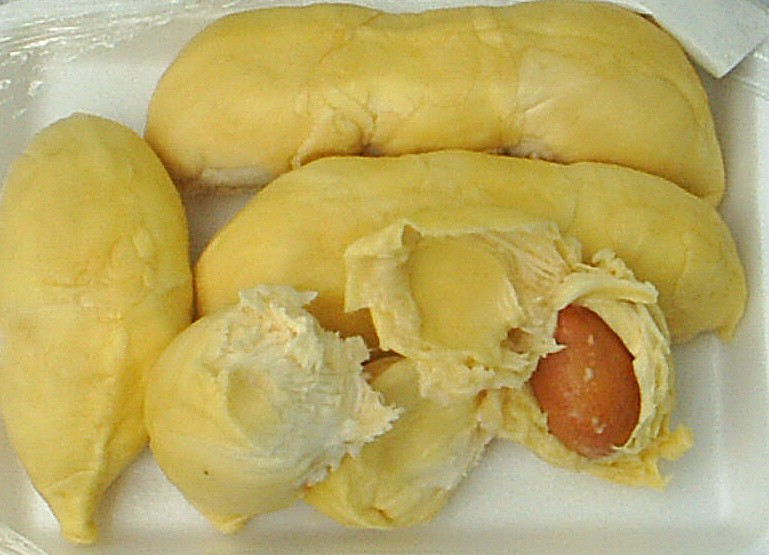
Gesneden en voorverpakte doerianvruchten
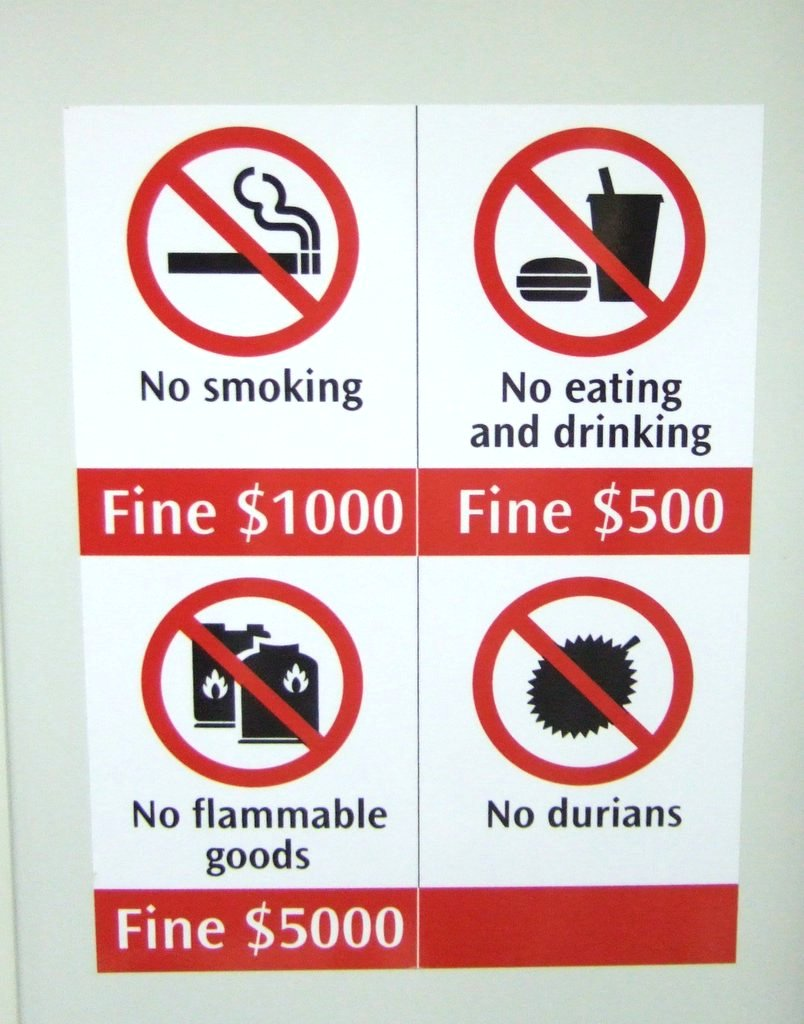
Singaporese verbodsborden met rechtsonder een verbod op doerianvruchten (vanwege de penetrante lucht)

In 2006 werd er in Azië een catastrofale tyfoon naar de doerian vernoemd.